# Фредрік Петтерссон
Фредрік Петтерссон (швед. Fredrik Pettersson; 10 червня 1987, м. Гетеборг, Швеція) — колишній шведський хокеїст, правий нападник.
Вихованець хокейної школи ХК «Фрелунда». Виступав за «Калгарі Гітмен» (ЗХЛ), ХК «Фрелунда», «Чикаго Вулвс» (АХЛ), «Донбас» (Донецьк), Лугано, Торпедо НН, Динамо (Мінськ), ЦСК Лайонс.
В чемпіонатах Швеції — 214 матчів (50+67), у плей-оф — 30 матчів (11+5).
У складі національної збірної Швеції учасник чемпіонатів світу 2010 і 2012 (8 матчів, 1+1). У складі молодіжної збірної Швеції учасник чемпіонатів світу 2006 і 2007. У складі юніорської збірної Швеції учасник чемпіонату світу 2005.
Досягнення
- Чемпіон світу 2013 року.
- Бронзовий призер чемпіонату світу (2010)
- Бронзовий призер юніорського чемпіонату світу (2005).